# League of Legends: Realms of Runeterra
Книга League of Legends: Realms of Runeterra — офіційний ілюстрований путівник по світу Рунтерри, створений Riot Games.

## Історія створення
Потреба систематизувати лор: З розвитком League of Legends накопичилось багато історій, героїв і фракцій. Книга стала спробою зібрати це все в одному місці, щоб дати фанатам глибше розуміння всесвіту Рунтерри. Підготовка до розширення всесвіту: У 2019 році Riot готували запуск мультсеріалу Arcane (вийшов у 2021), і ця книга мала підготувати фанатів, заглиблюючи їх у світ гри. Командна робота Riot Games: Над книгою працювала творча команда Riot: лор-дизайнери, художники, сценаристи та дизайнери. Вони створили тексти, ілюстрації й структуру книги. Натхнення від фанатів: Riot побачили, що фанати активно цікавляться лором, тому вирішили створити офіційну книгу, яка б задовольнила цей інтерес.

## Опис книги

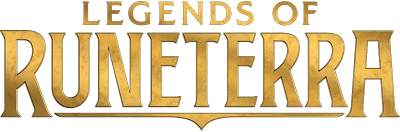
Логотип відеогри, натхненної світом книги Runeterra.

Книга занурює читача у багатогранний всесвіт гри League of Legends, розкриваючи історію, культуру та географію одинадцяти регіонів, таких як Демасія, Ноксус, Іонія, Фрельйорд та інші. Вона містить сотні ілюстрацій, включаючи раніше неопубліковані карти та концепт-арти, а також оригінальні оповідання, які оживляють культуру королівств Рунтерри.
У Демасії були згадані такі персонажі, як Гарен і Сітрія. У Іонії були згадані такі персонажі як, Ясуо, Їне, Рейвен і Талія. У Білджвотері були згадані такі персонажі як, Кіндрет, Твістед Фейт, Грагаз і Міс Фортуна. У Похмурі острови були згадані такі персонажі як, Каліста та Владімір. У Горі Торгон були згадані такі персонажі як, Тарік і Сорака. У Ішталь були згадані такі персонажі як, Ніко та Скарнер. У Ноксусі були згадані такі персонажі як, Касіопія, Свейн, Талон і Катаріна. У Шурімі Азір, Ренектон, Сівір і Зерат. У Фрельйорд були згадані такі персонажі як, Орн, Анівія, Валібір і Врінна. У Безодні були згадані такі персонажі як, Рексай, Чо'Ґат і Вел'коз.У Заунібули згадані такі персонажі як, Джинкс, Вай, Ургот і Кейтлін.У Пілтовері були згадані такі персонажі як, Хеймердінгер, Коркі, Джейс і Зікс.

## Вступ книги
Друзі, старі та нові… Ласкаво просимо.
Для деяких це може бути ваша перша зустріч зі всесвітом League of Legends. Для інших, хто блукав з нами протягом багатьох років, відкриття цієї книги може бути саме тим порталом йордлів, який ви шукали.
На момент написання цієї книги минуло трохи більше чотирьох років відтоді, як я почав власні подорожі світами Рунтерри. Історії, в яких я брав участь, дозволили мені блукати пісками Шуріми, переслідувати модифікованих злочинців кородованими провулками Зауна та розкривати таємничу смерть старшого майстра в Іонії.
Коли я приєднався до Riot Games, мені сказали, що у світі League of Legends є щось для кожного. Спочатку я сумнівався, що вигаданий сеттинг може бути настільки надійним, але коли я почав ближче знайомитися з усіма, я зрозумів, що насправді немає обмежень щодо персонажів, яких ми можемо зустріти, чи історій, які ми можемо розповісти.
Зараз і завжди Рунтерра для всіх нас.
Сьогодні ти можеш бути ноксіанським військовим каменярем, який претендує на нові території для розширення імперії, а я можу бути мисливцем за скарбами, який шукає містичні реліквії на зачарованих берегах Тіньових Островів. Завтра, можливо, ми обоє станемо молодими новобранцями Демасійської армії, складучи присягу вступити до лав Безстрашного Авангарду? А може, ми просто святкуватимемо як фрельйордські воїни та вип'ємо за «гарний день» під яскравим небесним сяйвом? Куди б нас не завела наша цікавість, я знаю, що завжди буде щось нове для відкриття.
Ця книга покликана служити другом і дороговказом у вашій подорожі нетрями Рунтерри. Це більше, ніж просто збірка творів мистецтва та оповідань, це початок дослідження цивілізацій та культур, торкнутих фентезі, це спільна мрія, втілена в реальність. Уява справді найкраща гра-іграшка-інструмент-історія у прислів'яній скриньці, і я щиро сподіваюся, що цей погляд на світ, що міститься на цих сторінках, розпалить уяву поціновувачів.

## Матеріал книги
Книга «League of Legends. Світ Рунтерри. Офіційний путівник» видана в твердій палітурці та надрукована на крейдованому матовому папері щільністю 72/130 г/м². Такий папір забезпечує високу якість друку, особливо для кольорових ілюстрацій.Формат книги становить 162×210 мм, товщина — близько 21 мм, а вага — приблизно 0,75 кг. Книга містить 256 сторінок і видана видавництвом «Ексмо» в серії «Артбук. League of Legends». Також це перша книга яка не має стрічки-закладки. Також основа книги самої обкладинки зроблена випуклою роблячи погляд як портал це було зроблено для того щоб зробити сельніше поглибення у всесвіт Рунтера та у регіон Бендл-Сіті.

## Галерея з книги
(Табір Демасії, Малюнок з регіону Демасія та тваринами, Бухта Білджвотера, Зброя Ноксуса, Білджвотер, Торгонці).
Представлені зображення є прикладами ілюстрацій з книги «League of Legends: Realms of Runeterra», які демонструють візуальну концепцію архітектури, побуту та культурних елементів різних регіонів вигаданого світу Рунтерри.
Ці матеріали виконують інформативну функцію, ілюструючи різноманіття фентезійного середовища, що включає урбаністичні ландшафти, елементи традицій, одяг, релігійні символи та інші складові світобудови, розробленої у рамках франшизи League of Legends та настільної гри Legends of Runeterra.
Зображення охоплюють широкий спектр регіонів — від централізованих і мілітаризованих утворень до гармонійно-природних або містичних локацій, відображаючи різні типи архітектури, стилі оформлення та соціальні структури. У сукупності вони створюють візуальну основу для сприйняття внутрішньої логіки та культури вигаданого всесвіту.

## Runeterra Prime
Runeterra Prime — це неофіційний термін, який позначає основний всесвіт інтелектуальної власності League of Legends. Більшість історій та персонажів походять саме з цього всесвіту, і широка спільнота зазвичай називає його "канонічним" лором.
- Runeterra Prime наразі складається з Порожнечі (The Void) та трьох вимірів існування:
- Небесного (Celestial) — тут розташована Тарґон Прайм (Targon Prime).Духовного (Spirit) — тут знаходяться Бендл-Сіті.
- (Bandle City) і Марус Омегнум (Marus Omegnum); також сюди входить Царство Смерті (Death Realm), включно з Мітна Рахнун (Mitna Rachnun).
- Фізичного (Physical) — тут розташована планета Рунтерра (Runeterra).
- Порожнеча — це незбагненне ніщо за межами існування, що взаємодіє з ним через Спостерігачів (Watchers) та Породжених Порожнечею (Voidborn).
- Цей всесвіт має свою власну чітко задокументовану хронологію подій, відмінну від альтернативних всесвітів, які зазвичай асоціюються з лором "скіни"

### Небесне Царство
Небесне Царство, або Царство Творіння, — це весь простір і час разом із усім їхнім вмістом, включно з планетами (такими як фізичні та духовні царства, що складають царство Рунтерри), зорями, галактиками та всіма іншими формами матерії й енергії.
Про космос відомо дуже мало — зазвичай з оповідей, міфів або загальних спостережень. Відомо, що це місце, де час і простір функціонують інакше, ніж у царстві Рунтерри.
Під ним (або, вочевидь, нижче нього) розташоване Царство Порожнечі, або Царство Пустки.

#### Царство Духів
Духовне Царство, або Духовний Світ, — це паралельна кишенькова площина існування до Фізичного Царства, і обидва вони разом утворюють Царство Існування Рунтерри.
Це дім і місце походження Духів. Хоча більшість (а можливо, й усі) духів, здається, без зусиль переходять у фізичне царство, смертні можуть потрапити в Духовний Світ лише у випадку смерті або володіння потужною духовною майстерністю.
Про Духовний Світ відомо дуже мало — переважно з казок і міфів. У цих міфах він описується як місце, де час і простір функціонують інакше, ніж у фізичному світі.
Також вважається, що Духовний Світ розділений на менші регіони або «світи».

##### Спадщина Рунтерри
Старий лор (також неофіційно класифікований у вікі як Runeterra Legacy) стосується оригінального лору інтелектуальної власності League of Legends, який слугував її основним каноном до перезапуску лору у 2014 році. Сам лор мав прямі зв’язки з тим, що гравці робили в грі League of Legends, наприклад, із подією Іонія проти Ноксуса та Журналом Справедливості.
З моменту перезапуску він був здебільшого покинутий і замінений всесвітом Runeterra Prime та всесвітом скінів Institute of War. Більшість біографій персонажів і Судів зі «старого» лору архівуються в категорії старого лору.
Міста-держави в його версії Рунтерри були опосередковані Інститутом Війни — могутньою організацією, яку контролювали маги, відомі як Призивальники. Чемпіони з кожного міста й регіону Рунтерри прибували до Інституту, щоб битися на Полях Правосуддя заради особистих або фракційних цілей.

###### Moons of Ionia
Moons of Ionia (Місяці Іонії) — це серія альтернативних майбутніх/всесвітів скінів у League of Legends. Дія відбувається в міфах Іонії, де чемпіони представлені як іонійські демони або культові прихильники Кривавої Місяця.
Голос, що відлунює з тиші:
«Корчіться, звірі, брати. Місяці приреченої Іонії піднімаються, немов очі голодних демонів, що чекають кровавого кольору вашої вірності — або це чудовиська, що не можуть пройти? У будь-якому разі, ми — судини, занурені в ритуал і жертвопринесення. На піку місяця ми відрізаємо плоть від плоті, пропонуючи скудний дар усього, чим ми є».

## Резюме регіонів

### Іонія
Цзін, сліпа старенька з Іонії, наглядає за своїм чайним будиночком, коли її відвідує подорожній — Ясуо, Самітник. Сезон тільки-но розпочався, тож вона здивована, але запрошує його всередину. В мандрівникові є щось знайоме, але Цзін не може згадати, звідки його знає. Готуючи йому чай, вона дослухається до своєї інтуїції та обирає білий Сяолань замість традиційної суміші, яку зазвичай надають перевагу в цій частині Іонії. Подорожній впізнає цей чай. Також вона вирішує подати йому кива через його стримані й серйозні відповіді. Коли Цзін повертається з підготовленим фруктом кива, у чайному будиночку вже кілька нових гостей. Вони галасують і гримлять своєю зброєю. Але Цзін не вражена і перш за все обслуговує мандрівника, повертаючись до нової компанії лише після того, як він каже, що більше нічого не хоче. Розчаровані відсутністю міцніших напоїв, незнайомці замовляють чай, і вона йде на кухню. Щойно вона повертається, ті намагаються підставити їй ногу, через що вона проливає чай, а потім вимагають новий чайник — нібито через те, що вона розлила чай на них. Подорожній, який до цього не рухався, втручається. Лідер групи погрожує йому й каже піти, а Цзін жартує, що тепер він точно залишиться, хоча насправді й сама хотіла б, щоб він пішов. Лідер проголошує, що їхні плани змінились, і вони мають намір викрасти стареньку. Але Цзін неможливо зрушити з місця — наче вона вросла в землю. Бандити намагаються її зрушити, але вона зосереджується і використовує свою духовну магію, залишаючись нерухомою. Нарешті їм набридає, і вони наказують відтяти їй ноги, адже їм потрібна вона «жива, але не обов'язково здорова». Саме тоді Ясуо, використовуючи свою здатність «Скосуючий Клинок», кидається на захист Цзін — починається бійка. Цзін також долучається, використовуючи свій посох для контрударів, відбиваючи нападників. Вони тримають оборону, і Цзін хвалить мандрівника за його швидкість і майстерність. Той у відповідь відзначає, що, можливо, йому доведеться когось поранити або вбити, — прихована загроза банді. Лідерка заявляє, що спершу вб'є його, а тоді забере Цзін, і починає використовувати магію. Цзін заглядає у Духовне Царство й бачить магію нападників — і подорожнього мечника. Вона розуміє, що група використовує її стійку, її техніку — і тоді все стає на свої місця: їх послав її син Бао Лань, аби захопити її. Оскільки нападники користуються технікою замороження, кожен їхній удар охолоджує зброю двох захисників і сповільнює їх. Цзін розуміє, що треба покінчити з цим негайно, і направляє свою силу, щоб заморозити все навколо. Це, здається, зупиняє бійку, але лідерці вдається звільнитися з криги. Вона ранить Цзін, аж поки Ясуо, використавши «Стальну бурю» — третю фазу, Вихор — встигає її зупинити. Цзін нарешті впізнає Ясуо, який звинувачує себе в її пораненні, і вона дає йому зрозуміти, що він досі картає себе за смерть Соуми, Старійшини Суми, і Йоне — свого брата. Він пропонує допомогти прибрати чайний будиночок, але Цзін каже, що це її обов'язок. Так само, як Ясуо почувався відповідальним за дії Талії, своєї учениці, вона відчуває відповідальність за дії свого сина. Наприкінці він йде, а Цзін усвідомлює, що їй ще доведеться зіткнутися зі своїм сином — так само, як Ясуо має зіткнутися зі своєю провиною.

#### Пілтжвотер
Родичі, Вовк і Ягня, зауважують, що в їхню честь проходить свято. Вони домовляються вшанувати його: без поезії з боку Ягняти та без полювання з боку Вовка. Разом вони спостерігають тисячне святкування Кануну Родичів, що відбувається на Скелі Відьмового Дерева на Островах Синього Полум'я. У останню Вовчу Місяць року святкувальники з усіх регіонів і культур збираються на причалах Білджвотера. Вони перевдягаються у костюми двох близьких їм осіб і вирушають у плавання до самотнього острова. На пляжі їх зустрічає оповідач з історією про Блідого Вершника, який розділився навпіл. Коли він доходить до моменту розділення, сам ділиться навпіл, відкриваючи костюм Ягняти й Вовка. Після цієї вступної історії натовп прямує до міста. Святкування включають їжу, танці, крамниці з дрібничками, конкурси та парі. Часто спалахують бійки між агресивними сторонами. Жінка, вдягнена як Ягня, помічає справжніх Родичів і хвалить їхній реалістичний костюм. Родичі здивовані й не відповідають. Фальшиве Ягня каже, що робить ставку на конкурс «Вовче Парі», який відбудеться пізніше, й зникає. Родичі чують музику й слідують за нею. Вони прибувають до джерела дивної музики: музиканти грають на дивно налаштованих ріжках і б'ють у литаври та дерев'яні балки. Ягня пояснює, що ця музика називається Dragtime. Вулицею тягнуть корабель на колесах із кліткою, у якій сидить бідолаха, вкритий смолою й бавовною. Його звуть Лембфул. Він — останній чесний чоловік у Білджвотері, який стверджує, що ніколи не крав, не брехав, не вбивав і не обманював. Його супроводжує жінка в капітанському вбранні, яка вимагає хвали для «чемпіона покірних». Натовп закидає його їжею. Вовк зауважує, що цей Лембфул нагадує його Ягня, що йому геть не до вподоби. Він сподівається, що того вб'ють наступним. В кінці вулиці — відкрита площа на скелі з Еллдлоком, оточеним двома великими вогнищами. Там три коментатори у костюмах, натхненних трьома типами вовків: Ревучим, Голодним і Мисливцем. Вони оголошують змагання: Ягня має битися з Чемпіоном Білджвотера. Нею стає капітанша, яка супроводжувала Лембфула — вона переодягається у вовчу подобу з кігтями. Їй вручають жорстоку дубину, тоді як Ягня отримує зламаний лук зі стрілою без тятива. Якщо переможе Вовк, люди можуть залишатися собою — обманювати, брехати, красти. Якщо ж виграє дурне Ягня — рік доведеться прожити чесно. Ягня каже, що поєдинок — підставний і не повинен служити виправданням людської аморальності. Воїн Вовк б'є Ягня, але те активує «Перепочинок Ягняти», виживає попри тяжкі рани і стріляє в суперника. Стріла влучає в капітанку, і люди бачать це як блискавку, що вражає її. Натовп приголомшений — такого ніколи не було. Дурне Ягня виграє чималу суму зі свого парі, але святкує лише вона одна. Вовкові не до вподоби, що його Ягня «змахлювало», і Ягня визнає, що він також має право на свою гру. Вовк кидається і пожирає фальшиве Ягня, яке падає зі скелі. Троє коментаторів вирішують, що Ягня не може перемогти, й проголошують, що Воїн Вовк усе ще живий. Контрактів дотримуватися не потрібно. Вовк перемагає вже тисячний рік поспіль. Справжні Родичі розуміють, що це неправда — аватар Вовка загинув першим. Але Вовк погоджується із «офіційною версією»: сказано, що він переміг — значить, так і має бути. Ягня зазначає, що це не має значення — ясно, що Лембфул витримав найдовше. Вони оголошують парад завершеним, і їхній договір добіг кінця. Вовк отримує дозвіл переслідувати. Вогнища виростають до неба, підпалюючи Еллдлок і охоплюючи полум'ям усе місто й кожну душу на острові. Родичі згадують усіх, кого забрали під час фестивалю: дурне Ягня, що впало в море; трьох вовкоподібних коментаторів, затоптаних натовпом; музикантів, що згоріли у вогні; оповідача, якого скинули за борт корабля; радісну Ягничку, яку повісили через її виграш у парі — та всіх інших. Це був справді найвеличніший Канун Родичів, який коли-небудь знав Білджвотер.

### Сутінкові острови
Фаєтт стоїть на пристані свого острова, чекаючи, поки її гості повернуться до готелю — «Смілива Красуня». Першими з Тіньових Островів зазвичай повертаються найдосвідченіші шукачі скарбів, адже залишатися там надто довго небезпечно — можна потрапити до рук привидів. Першим цього разу прибуває її друг Ґевін. Він живе тут із тих пір, як емігрував з Демасії майже десять років тому. Вона вітає його, як щодня, швартує човен і питає, чи є в нього щось важливе для Сховища. Сховище — найважливіша послуга, яку Фаєтт пропонує на цьому острові. Багато років тому вона зазнала тут аварії й знайшла сховище з чорної сталі, яке можна відкрити лише одним ключем. Цей єдиний ключ схований під гаком, яким замінили її втрачену руку. Коли вона повернулася, то збудувала тут готель, щоб забезпечити відпочинок і зберігання для шукачів скарбів між Білджвотером і Тіньовими Островами. Наступний корабель прибуває від Мадам Саби, іонійської жриці з трьома послушницями. Вони знайшли артефакт, який шукали, і виявляється, це дзвін, здатний вкинути Духовний Світ у хаос. Коли вони заносять дзвін до Сховища, Саба пояснює його дію: магія вирує безконтрольно, а потім — огидна тиша, мов удар хвилі, коли звук затихає. Увечері більшість човнів повертаються. Деякі з гостей Фаєтт сперечаються: Ваґер, пілтоверський посередник, і Джолера, ноксіанська торговка, мають проблему з Кеском — вастаяцем із кімнати над ними. Той танцює й співає іонійські марші, що особливо не до вподоби ноксіанці. Мадам Саба втручається, кажучи, що в іонійських піснях немає нічого поганого, і суперечка майже переростає в бійку. Фаєтт втихомирює гостей і збирається готувати вечерю. Перед цим — остання можливість покласти щось у Сховище, але ніхто не має нічого вартого уваги. Та щойно вона збирається приготувати вечерю, ззовні лунає крик. Починається Жах. Усі готуються негайно вирушати до Білджвотера. Фаєтт завжди напоготові — вона перевіряє й готує свій корабель щоранку. Але перед відплиттям мають провести Останній Тост — традицію шукачів скарбів: святковий напій на честь виживання. Усі двадцять п'ять живих душ на острові збираються разом. Шестеро шукачів, п'ятнадцятеро найманих моряків, троє іонійських послушниць і сама Фаєтт. Усі збираються біля бару, і Фаєтт питає, чи комусь потрібно щось зі Сховища. Шукачі обговорюють, що шукають. Ґевін має кілька артефактів у Сховищі, але немає часу їх забрати. Кеск шукає амулет, який містить душу мертвого капітана, що знає, де захований скарб. Джолера каже, що нічого не має, але Фаєтт знає — це брехня. Ваґер також стверджує, що нічого не знайшов. Останнім сходить мовчазний ноксіанський аристократ. Він дивно спокійний щодо Жаху назовні. Тепер усі зібралися. Як найстарший мисливець, Ґевін має виголосити тост, але перш ніж він починає — гасне світло. У темряві починається бійка. За баром Фаєтт змінює гак на меч і наказує припинити бій. Ноксіанець запалює лампу, і вони оглядають наслідки. Ґевін змушений був убити моряка, що напав на нього, всі інші відбулися легко. Ваґер оточений сяйними пастками — він каже, що знайшов їх сьогодні на островах. Вони ловлять духів, а не тіло. Аристократ питає, що трапилося зі світлом, і виявляється, воно було загашене кров'ю. Джолера каже, що це була відволікаюча маневра, і всі біжать перевіряти човни. Усі пришвартовані човни закуті червоно-чорними ланцюгами — вони в пастці на маленькому острові посеред Жаху. Ноксіанець зазначає, що всі були присутні на ритуалі, отже, саботажник досі серед них. Усередині починаються звинувачення. Ґевін хоче звільнити кораблі разом із моряками. Саба приєднується до нього. Кеск, Ваґер і Джолера йдуть до своїх кімнат. З Фаєтт лишається лише аристократ. Він зізнається, що це його перший Жах, але він усе про них читав, і пропонує відкрити Сховище, щоб дістати зброю. Фаєтт відмовляється зрадити довіру клієнтів і, нарешті, питає його ім'я. Він відповідає, що його звуть Владімір. Разом вони перевіряють кімнати на другому поверсі. Ваґер виставив пастки біля дверей і каже, що в безпеці, бо вони ловлять духів теж. Владімір нагадує, що духи можуть проходити крізь стіни. Потім вони перевіряють кімнату Джолери, але вона вдає, що її там немає. Тоді вони піднімаються на третій поверх до Кеска і дорогою знаходять ще одного мертвого моряка. Вастай викликав духа з медальйона, який він таки знайшов. Він побачив щось у Жаху, що зводить його з розуму. Він також звинувачує їх обох і відмовляється вигнати духа. Фаєтт атакує духа, а Владімір розправляється з Кеском. Дух зникає, щойно Кеск мертвий, але Фаєтт не бачила, як Владімір його вбив — у нього навіть немає зброї. Знову він пропонує відкрити Сховище, і Фаєтт знову відмовляється. Вони спускаються вниз. Ґевін і моряки відступають у бар — духи вже прибули, перш ніж вони встигли звільнити човни. Саба каже, що заклинання накладає або пілтоверський купець, або ноксіанський. Джолера спускається й вимагає свою зброю зі Сховища, щоби піти. Моряки прив'язують її до стільця й допитують. Мадам Саба каже, що може відчути, чи вона чаклує. Ґевін сумнівається. У Демасії в них був хлопець, але… Саба ігнорує це, концентрується й каже, що Джолера не володіє магією. Та вимагає її розв'язати, і перш ніж Фаєтт встигає щось вирішити — духи прориваються крізь стіни. Вона й Владімір відступають нагору в кімнату Джолери. Йому подобаються духи, він захоплений, і знову вимагає відкрити Сховище. Востаннє Фаєтт відмовляється й іде до дверей. Відкриває — і хвиля крові кидає її об стіну. Вона помічає амулет на шиї. Здивована, вона підводиться і спускається вниз у бій. Вона розуміє, що хтось керує нею через амулет. Внизу вона бачить Ґевіна, моряків і Сабу, які борються зі духами. Джолера лежить на підлозі. Вона проходить крізь духів, і кров захищає її, поки вона не доходить до кімнати Сховища. Там її змушують зняти меч-руку, щоб дістати ключ. Вона намагається протистояти контролю мага. З усіх сил вона зупиняє свою руку, але маленький щупальце з крові забирає ключ, і вона знепритомніла. Коли вона приходить до тями, зриває амулет і повертається в головну залу. Саба стоїть над переможеним Ґевіном і каже, що він — маг. Вона певна, що він керує кров'ю, і хоче вбити його. Але Фаєтт бере його кинджали й убиває Сабу. Вмираючи, Ґевін каже, що чаклуни все ще тут. Владімір і його слуга Ваґер спускаються зі сходів, озброєні артефактами з її Сховища. Владімір вітає її з силою волі, пропонує зустрітись з його покровителями й захоплюється артефактами, які інші шукачі знайшли для нього. Амулет, яким він керував Фаєтт, Ґевін знайшов тільки сьогодні — він його викрав, поки демасієць звинувачував Джолеру. Він згадує Калисту — Володарку Помсти, і вмираюча Джолера каже, що він скоро її зустріне. Вона називає Владіміра своїм зрадником і тричі вигукує його ім'я, прибиваючи людську ляльку. Вона помирає з третім цвяхом, і Калиста з'являється зовні. Фаєтт біжить до свого човна, але не може пройти крізь натовпи привидів на пляжі. Вона згадує про дзвін і біжить у підвал. Там її зупиняє дух її старого друга Ґевіна. З важким серцем вона вражає його, і він знову стає туманом. Тоді вона дзвонить у дзвін. Дзвін наповнює Духовний Світ енергією. Вона чує, як тисячі душ виють одночасно, і вибігає нагору, де з мертвих моряків виходять примари. Вона минає їх і виходить надвір, де Калиста ще переслідує Владіміра. Коли Фаєтт дістається до шлюпа, лунає гучний удар хвилі, і дзвін замовкає. Усі духи на березі завмирають, і вона з полегшенням вирушає в море. Озираючись, вона бачить, що хоч Владімір ослаблений від захисту, Калиста теж сповільнена дією дзвону. Вона сподівається, що Леді Помсти все ж уб'є його; але Владімір дзвонить у дзвін знову, ще гучніше. Духи з морських глибин атакують її корабель, збурені хаосом дзвону. Вона захищається веслом і мало не падає за борт, але щойно звук стихає вдруге, усі духи падають на дно океану. Вона думає, що все скінчено, але Владімір піднімається на хвилі крові й заходить у її човен. Він каже, що не має наміру її вбивати, і просить доправити його до Білджвотера. І нагадує, що був правий: їй усе ж довелося відкрити Сховище.

### Шуріма
Молода дівчина Кхарі йде через Сайкхал — її двоюрідний брат Анхай народжує, і їй потрібно принести води для немовляти. Вона прямує до Кату — старого русла річки, що пересохло, коли впала Шуріма. Однак останніми роками вода знову почала текти, і вона чистіша й значно краща, ніж вода з їхніх криниць. Кхарі несе чашу своєї Бі-бі (бабусі), яку вона колись упустила й грубо полагодила, щоби приховати свою провину, замість того щоб її визнати. Коли вона приходить до річки, то дивується течії води й почувається наче королівською особою, адже це, мабуть, саме те, що п'ють королі й боги. Вона п'є та ллє воду собі на голову, поки її не перериває символ, що уособлює Всесвіт: Азір — золота фігурка, яка ледь не змушує її впустити дорогоцінну чашу. Воїн у золоті каже, що він не небезпечний, і вони починають розмову. Кхарі запитує, чи не спекотно йому в цій броні, і він відповідає, що майже нічого не відчуває. Вона розуміє, що він — один з легендарних Вознесених. Вона питає, чому він тут, і той каже, що прийшов подумати. Вона киває й каже, що теж так робить. Потім вона помічає, що він назвав її «Кхарі з Сайкхала», і питає, чи він знає Сайкхал. Вознесений відповідає, що добре знає Сайкхал — від самого його заснування як поселення до того часу, коли він приїхав сюди як гість. Кхарі замислюється, скільки йому років, і той розкриває, що він і є Азір, Батько Яструбів. Вона продовжує ставити запитання про його минуле, про те, як він повернув своє місто з-під пісків, поки не згадує, що їй треба йти. Але Азір наказує їй залишитися й питає, чи знає вона, чим особливий Сайкхал. Вона не знає, і він розкриває: саме тут народився Зерат. Кхарі каже, що не знає, хто це, і Азір замовкає на мить. Азір приголомшений тим, що про Зерата не пам'ятають, що про їхні діяння лишилися лише легенди. Він пояснює, що Зерат був причиною всього — усіх руйнувань, які принесла Шуріма, зрадивши його в момент його найбільшого тріумфу. Тепер він розуміє, що це був не його найбільший тріумф, а його найбільша гординя. Кхарі каже, що вона не розуміє, і Азір пояснює всю історію: що Шурімська імперія колись тягнулася від узбережжя до узбережжя, була надзвичайно багатою й могутньою. Вони говорили сотнею мов, з мистецтвом і музикою з різних впливів. Але імперія була збудована на рабах. Тепер Азір розуміє, наскільки жорстоко з ними поводилися: їм відмовляли у справжніх іменах, залишаючи лише ті, які давали господарі, і змушували працювати під загрозою смерті. Кхарі правильно здогадується, що Зерат був рабом. Азір продовжує й пояснює, що Зерата забрав вояк Ренектон у Неримазеті, але народився він тут, у Сайкхалі. Зерат познайомився з ним у великій бібліотеці, і Азір із Зератом зблизилися завдяки спільній любові до історії та математики. Кхарі втручається й каже, що звучить так, ніби вони виросли як друзі. Азір відповідає, що, можливо, так і було. Але вони ніколи не могли бути рівними. Він завжди тримав життя раба в своїх руках, і Зерат це знав. Навіть якби він цього ніколи не зробив, цього вже було досить, щоби Зерат захотів убити його. Тож Зерат почав змову. Спершу він посадив Азіра на трон, чому той не перешкоджав, але потім, у свій найславетніший день, коли він збирався звільнити всіх рабів, Зерат вкрав у нього Вознесіння й зруйнував Шуріму. Кхарі каже, що їй шкода Зерата, і Азір гнівається. Він відкриває свої справжні наміри: стерти Зерата з історії й знищити Сайкхал. Азір закликає армію піщаних солдатів, які марширують стежкою до міста. Кхарі не знає, що робити, і кидає чашу своєї Бі-бі в Азіра. Вона розбивається об його броню, і Азір із кількома піщаними солдатами повертається до неї. У неї виникає ідея відволікти його й запитати, як він повернувся. Він починає розповідати про своє відродження: що Дочка Шуріми, Сівір, була зраджена й залишена стекти кров'ю на піску. Її кров повернула його у вигляді примари з попелу й пилу, і він привів її до Оазису Світанку. І щойно вона відкрила очі — він Вознісся. Кхарі каже, що, мабуть, його доброта викликала Вознесіння, і просить його не повторювати своїх помилок. Після короткої паузи Азір погоджується, і солдати знову занурюються в пісок. Перш ніж піти, він піднімає розбиту чашу й лагодить її піщаною магією, зашпаровуючи тріщини золотим піском. Кхарі милується відновленою чашею, зачерпує воду й прямує назад до села, щоби привітати новонародженого.

### Демасія
Ситрія весь день працювала над тим, щоб викопати траншею для нового військового табору. Проктор-капрал Пелл, який наглядає за її випробуванням для Безстрашного Авангарду, прийшов провідати її й дозволив піти повечеряти перед чергуванням пізніше того вечора. За умовами тренувань вона має постійно носити з собою рюкзак, наповнений камінням, загальна вага якого становить половину її власної. На камінні підписи колишніх товаришів із Дев'ятого батальйону. Вони прямують до польової їдальні, де Ситрія отримує свою порцію рагу. Навколо них солдати Авангарду та регулярної армії грають у Вказівне каміння. Пелл питає, чи вона знає цю гру, й Ситрія відповідає, що «добре». Під час вечері вона спостерігає за двома партіями з натовпу. Військовий кухар грає проти розвідника-раптора; кухар перемагає. У другій грі лицар Бандер змагається з іншим солдатом Авангарду — Ситрія ніколи не бачила такої інтенсивності й швидкості. Їй здається дивним, що вони не розмовляють під час гри. Зрештою, шрамований солдат двічі стукає по пеньку, на якому вони грають. Бандер, здається, роздратований, але встає з посмішкою, очевидно визнаючи поразку. Пізніше Ситрія сідає навпроти сержанта Меррека, і той наказує їй дивитися прямо в очі під час ходів, поступово навчаючи її варіанту гри — Silent Stones of Tellstones. Ситрія повинна впізнавати Меч, Терези й Щит, коли той розміщує їх. Меррек також дивиться на різні камені й пропонує їй назвати їх — Ситрія розуміє, що ці дії відповідають ігровим ходам. Меррек питає про свято Жовтої весни у Клаудфілді, і Ситрія трохи розслабляється. Вона дізнається інші ходи: один стук — це виклик, два — хвастощі. Тоді вона розуміє, що Бандер просто здався після виклику. Меррек розповідає їй більше про Бандера і каже, що добре, що той здався, бо намагається побороти своє вперте его. Перед початком гри Меррек зізнається, що знає — вона чотириразова чемпіонка в Каменях Вказівок Дев'ятого батальйону, і вони починають гру в Silent Stones. Під час гри вони обговорюють її особливості. Вона каже, що ця версія жорстка й безособова. Меррек заперечує: погляд в очі дозволяє краще зрозуміти людину. Їх часто переривають інші солдати, які начебто звітують перед Мерреком. Але Ситрія помічає, що це не справжні звіти — це спроба відволікти Меррека, щоб допомогти їй перемогти. Меррек запитує, чому вона думає, що Безстрашний Авангард грає в цю гру. Ситрія відповідає, що німий варіант допомагає злагоді на полі бою й описує Tellstones як гру пам'яті, планування і передбачення. Меррек додає, що вона також про сміливість — і використовує хід хвастощі. Ситрія набирається рішучості, щоб обернути хвастощі проти нього, але йому вдається розпізнати її блеф. Тепер їй потрібно назвати всі сім каменів, що лежать сорочкою догори, або вона програє. Вона правильно визначає п'ять із них, але сумнівається щодо останніх двох. Вона ризикує — і програє. Поки Ситрія сидить засмучена, Меррек відзначає, що вона грала сміливо, і каже, що з нетерпінням чекає на їхню наступну гру.

### Фрелерд
Молода, неушкоджена Врінна йде по снігу з мисливською групою. Вона йде разом із трьома кузенами — Шивербоунсом, Райлором і Халгаром — поки їхній розвідник шукає сліди попереду. Халгар скаржиться на безглузду полювання, але Врінна змушена визнати, що в його словах є частка правди: плем'я голодує. Минув місяць від останнього вдалого полювання, і їхні запаси закінчились. Вона йде і йде, впадаючи в медитативний стан, зосереджуючись лише на тому, щоб ставити одну ногу перед іншою, просто щоб рухатися далі. Вона також починає сумніватися в полюванні. Самотня фігура на її шляху порушує її транс, і вона відскакує в шоці. Їхня розвідниця Сіґрун Льодовий Бігун, одна з найстарших живих членів їхнього клану чи навіть усього Когтя Зими, докоряє Врінні, що та не помітила її раніше. Халгар глузує з неї, але Льодовий Бігун різко відповідає, що теж її не бачив. Вона стверджує, що знайшла сліди великого грозового рогу попереду. Лідер полювання, Шивербоунс, радиться зі своїми тотемами — старими богами — і вирішує гнатися за здобиччю. Халгар глузує з Врінни, знову називаючи її «неушкодженою», але вона повна рішучості довести себе. Льодовий Бігун бере слово і переводить розмову на свого сина Хролура, який першим назвав Врінну невразливою, хоч і жартома. Він загинув влітку під час нападу Воронів Бурі, а Врінна втратила матір і сестру. Всі інші сини Льодового Бігуна загинули, і в неї ніколи не було доньки, тому вони зблизилися через спільну втрату. Відтоді й до сьогодні вони не промовили жодного слова, але Врінна знає, що вже відплатила Воронам Бурі кривавою помстою. Мисливська група рушає в погоню за грозовим рогом, але починає падати сніг, який скоро приховує сліди. Вони прискорюють крок, але буря посилюється. Зрештою, Шивербоунс зупиняє їх. Льодовий Бігун хоче продовжити, але лідер забороняє їй. Він хоче припинити полювання, і всі, крім Врінни, повертають назад без обговорення. Вона хоче гнатися за грозовим рогом, навіть якщо це означатиме смерть мисливців. Разом з Льодовим Бігуном вона переконує його. Якщо вони помруть, то це буде воля богів. І вони продовжують. Нарешті вони знаходять грозового рога, за яким гналися, але він уже мертвий. Обережно вони підходять до туші, щоб дізнатись, що могло його вбити. Шивербоунс кричить, що ці рани не завдані сокирою чи списом. Райлор припускає, що це йєті. Врінна здригається, але вони не пішли б так далеко на південь… думає вона. Льодовий Бігун досліджує сліди і каже, що це був дикий кіготь. Свирепий звір вискакує з кучугури, нападає на Райлора і миттєво вбиває його. Вони бачать, що це великий звір, альфа, і готуються до бою. Льодовий Бігун реагує першою, випускає стрілу у дикого кігтя, і той повертається до неї. Шивербоунс і Врінна підбігають на допомогу з сокирою і списом. Врінна встромляє спис у бік звіра, але він повертається і вириває спис з її рук. Тепер беззахисна, його кігті дряпають їй обличчя, і Врінна падає. Коли вона приходить до тями, лише Шивербоунс і Льодовий Бігун все ще борються з диким кігтем. Халгар лежить, але не мертвий. Незважаючи на зламану ногу, він все ще тримає лук. Льодовий Бігун занадто повільна, щоб уникнути атаки, її відкидають убік. Тепер звір повертається до Халгара, що лежить на спині. Врінна, втративши спис, стрибає на гігантську кішку зі своїм мисливським ножем і завдає кілька жорстоких ударів, перш ніж її скидають. Цього достатньо, щоб Шивербоунс встромив один зі своїх сокир їй у шию, нарешті завдаючи смертельного удару. Вцілілі збираються біля вмираючої Льодового Бігуна. Врінна думає, що це її провина, але старійшина каже, що все гаразд. Можна померти за таке полювання. Вона побачить своїх дітей в загробному житті і називає Врінну гідною дочкою. Шивербоунс і Врінна повертаються до клану. Вони вирили Халгару притулок і залишили його охороняти здобич, поки повідомляють клан. Мігруючий клан переселяється на місце і влаштовує бенкет. Їхній цілитель оглядає ногу Халгара і око Врінни. Це не вимовляють вголос, але Врінна знає, що більше ніколи не побачить правим оком. Під час бенкету Шивербоунс називає її своєю шрамовою дівою, і вони п'ють за Льодового Бігуна. Врінна усвідомлює просту істину Фрельйорда: кожен день — це боротьба за виживання клану. Завтра вони можуть померти, але зараз клан живий.

### Ноксус
Після вирішальної перемоги ноксійське військо встановлює свої намети перед воротами Кіміра. Місто навіть не встигло поховати своїх загиблих. Колм, новий лідер міста після загибелі старійшини у бою, обговорює з другом Маршем, як вони десятиліттями спостерігали наближення кордону, як їм вдавалося залишатися вільними так довго — але тепер вони втратили свободу. Колм і залишки кімірської варти викликаються на зустріч із ноксійським командиром. Командир — воєначальниця Хама, крупна енергійна жінка з зеленими очима. Вона вітає їх з обороною, кажучи, що вони гідно протистояли, але Ноксусу неможливо протистояти. Потім вона оголошує, що Колм — її новий лейтенант, і що скоро вони знову підуть у похід. Разом із ноксійськими каменярами Колм відвідує ключові точки міста. На вершині пагорба з видом на кар'єр він розповідає про їхнє ремесло та видобуток — камінь та вироби з нього, які є головним експортом. Каменяр повідомляє, що тепер припинять добувати м'який камінь і зосередяться на твердому граніті, корисному для військових цілей. Колм думає, що Ноксус не цінує історію чи традиції міста, бачачи лише ресурси для експлуатації. Повернувшись до лонгхолу, вони обговорюють поля навколо міста. Раніше Кімір вирощував декоративні квіти, з яких отримували хороші фарби. Колм зазначає, що ці фарби рідкісні і тому такі цінні на далекому півночі. Одна група синіх зірочок нібито навіть виграла війну з сусіднім містом Моррін до початку боїв. Але Ноксус ігнорує все це і вимагає вирощувати більше ліків для відправки вздовж північного кордону. Фарби можна імпортувати з півдня. Вдень Колм веде групу колишніх солдатів на кладовище за містом, щоб вшанувати пам'ять загиблих і вирізати їхні статуї — як прийнято у них. По дорозі Марш і Колм гаряче сперечаються про своє нове становище. Колм бачить майбутнє, де вони стануть частиною Ноксуса, але визнає залежність від імперії і роль північного кордону проти Фрельйорда. Марш стримує гнів і все ще хоче чинити опір. Прибувши на кладовище, вони виявляють групу ноксійських солдатів, що вже працюють над братською могилою для загиблих кімірців. Марш протистоїть їм, заявляючи, що так не поводяться з померлими. Ноксієць пояснює, що потрібно закінчити швидко — кімірці підуть тільки після поховання, і вони отримали наказ допомогти городянам. Колм і Марш нападають, починається рукопашна сутичка, але прибуває Хама і зупиняє бій. Вона пропонує Колму, якщо він хоче зберегти традиції, довести це в бою — за ноксійською традицією. Пізніше ввечері вони зустрічаються на ринзі біля ноксійських наметів. Без обладунків, перемагає той, хто перший виб'є супротивника з рингу. Під час бою з досвідченою Хамою Колм опиняється на спині, і вона тягне його до краю кола. З останніх сил він вивихує їй плече і намагається викинути через плече, але Хама не здається і врешті-решт витісняє його з рингу. Колм визнає поразку, Хама допомагає йому встати і вправляє плече. Він погоджується служити розпорядником, розкриваючи потенціал Кіміра для Ноксуса, навіть якщо це засмутить його співвітчизників. Хама дозволяє їм провести ніч, щоб поховати загиблих, і чекає загін солдатів зранку. За кілька років після завоювання Кіміра Колм отримує можливість першим вдарити по смузі граніту. Приїжджає його старий друг Марш, тепер генерал. Обидва жартома нарікають на роботу, Колм згадує про потребу додаткових караванів для граніту. Дивлячись на пагорби, де квітнуть сині зірочки, Марш повідомляє, що Моррін здався після важких боїв, в яких загинув їхній старійшина. Марш взяв найкращих солдатів у свій загін і відправив цивільних до Кіміра, щоб Колм міг навчити їх, що значить бути ноксійцем — так само, як колись навчала Хама.

### Заун та Пілтовер
Нікола, злодій із Зауну, планує свою справу вранці Ювілею. Він ретельно обрав ціль, яка не має ознак хімбарона. Однак, коли він заходить, розуміє, що помилився: склад належить Сільверхэнду, хоч зовні цього не було видно. Його вибивають і приводять до ватажка повсталого банди головорізів, які його схопили. Він прокидається в квартирі Карвіка Срібної Долоні. Хімбарон каже, що Нікола не міг знати, у кого краде, і що насправді зайшов далі за інших — це показник його майстерності. Карвіку потрібен хтось із таким вмінням. Він пропонує Ніколі вибір: одна справа в Пілтовері або швидка «одностороння подорож» в Сточні Води. Нікола, наляканий, погоджується. Завдання — викрасти прах нещодавно померлого члена клану Таріостів. Відомо, що Срібна Долонь ненавидить цей клан, але не пояснює чому. Нарешті він каже, що Ніколі доведеться померти на якийсь час. Коли Нікола прокидається вдруге, він у морзі Пілтовера. Хірург Сільверхэнда замінив йому серце на хімтекове, а на тілі прикріплена записка — у нього є час до дванадцяти ударів дзвінка, щоб повернутись, інакше серце перестане битися. На тілі — татуювання з картами й підказками для роботи. Нікола оглядає камеру моргу, думає, що це легко, але розуміє, що дворяни, мабуть, тримаються в іншому місці. У скрині він знаходить одяг молодого дворянина для маскування і слідує карти на тілі, щоб дістатися крематорію. Він зустрічає наглядачку, яка каже, що він не повинен тут бути. Він відволікає її грою на розлюченого безпомічного хлопчика, що щойно втратив тата. Вона виводить його в коридор, де вони сідають на лавку, і вона його заспокоює. Потім йде за водою, а він утікає в інший бік. Проходячи морг, він чує дзвін семи дзвонів. Без пригод він дістається крематорію, який охороняють стражники Таріоста в синьо-золотих обладунках. Нікола не може зайти через головний вхід, тож вирішує імпровізувати. Поруч із крематорієм — склад. Нікола шукає щось корисне і знаходить урни для праху. Він вирішує замінити прах дворянина порожньою урною. Бере також флакон з горючою речовиною для диверсії чи втечі. За його картами, склад пов'язаний з крематорієм вентиляційною шахтою. Він пролазить туди і спостерігає кремацію зверху. Померла дворянка — леді на ім'я Аурелія, середніх років, але Нікола здалеку впізнає її красу. Коли всі члени клану виголошують останні слова і тіло кладуть у піч, Нікола падає з вентиляції і ховається. Один із них кидає порошок у вогонь, що робить полум'я сапфірово-синім. Він помічає хекстекову коробку, що використовується замість глиняної урни — план замінити її зривається, бо коробка розбилася. Дзвонить восьмий дзвінок, і Нікола вирішує діяти. Він заливає пальне в урну, і, поки одна зі скорботних відволікається, кидає її в піч. Урна вибухає, збиваючи людей із ніг і створюючи хаос. Охоронці вбігають, він тікає по коридору і вибігає назовні, вперше в житті бачачи вечірнє сонце — таке яскраве й красиве, що воно його збиває з ніг. Коли Нікола прокидається втретє за день (він вже вважає це смішним), він у розкішній кареті з шкіряними сидіннями та каміном. Навпроти сидить бездоганно одягнений чоловік — Берендай, Великий Консигнат клану Таріостів. Погрожуючи катуваннями після прибуття, він питає про роботодавця Ніколиних злочинів, але той не хоче розкривати. Однак хімтекове серце видає його, і Берендай робить висновок, що це справа Сільверхэнда. Щоб втекти, Нікола кидає залишки палива у камін, зупиняючи карету, і біжить через вулицю. Під час святкування Ювілею він втрачає охоронців, які за ним полювали. Плануючи, як дістатися Восходящого Вою, він зупиняється біля фонтану, щоб перевести подих. На вершині статуї сидить сильно аугментована жінка в синьо-золотих обладунках — ангел ножів. Вона каже, що у нього є щось, що належить її клану, і Нікола просто втікає. Він відчайдушно намагається позбутися Інтелектуала Таріоста, але не може — вона стрибає по вуличних ліхтарях і висить на стінах, не втрачаючи його з поля зору. Дзвонить дев'ятий дзвінок, він проходить рівні Променаду й Антресоля, а ангел ножів усе ще поруч. Коли вони підходять до Восходящого Вою, Нікола помічає, що цей район більше схожий на Заун — не такий впорядкований, як Пілтовер. Повітря теж інше, і його переслідувачці важко дихати, хоча Нікола тут усе життя. Він доходить до Восходящого Вою до десятого дзвінка, але ледве встигає на поїзд. Обслуговуючий персонал уже зачиняє двері, і переслідувачка його наздоганяє. Йому доводиться стрибати вниз, грубо приземляється на дах ліфта і бачить агента Таріоста. Обоє знають, що вона не може йти за ним, але вона дає зрозуміти, що знайде. З полегшенням Нікола залишає «Восходящий вой», стрибає в знайомий тунель і йде в Сточну яму. В Сточних ямах дзвонить одинадцятий дзвінок. Нікола йде до логова Срібної Долі. Він так відволікається, що натикається на банду ровесників-заунітів — вони озброєні і чисельно перевершують його. Через дорогий одяг і світло хекстекової коробки, яку він тримає, вони хочуть його пограбувати або вбити, або вимагати викуп. Баккенс, аугментований звір, який привів Ніколу до Карвіка того ранку, рятує його і каже втікай, бо часу майже немає. Він повертається до Карвіка якраз до дванадцятого дзвінка, але його не впускають раніше. Хімбарон жартує, що його годинник спізнюється. Показує Ніколі вимикач для серця і каже, що очікував, що той його використає, але радо відмовляється. Нікола відразу ж його знищує, і Карвік каже насолоджуватися безкоштовним новим серцем. Тепер, коли робота завершена, хлопець відчуває сумніви і провину. У Сільверхэнда є хекстековий ключ, який відкриває коробку, і він зізнається, що вкрав його — так само, як Аурелія вкрала його серце і як він вкрав його у Ніколі, жартує він. Потім показує татуювання майже по всьому тілу, крім грудей — там хірург наніс прах Аурелі, змішаний з чорнилом.

## Використання в фанатських і професійних колах
Попри те, що Realms of Runeterra є офіційним продуктом Riot Games, вона активно функціонує як відкритий ресурс для численних фанатських ініціатив і творчих проєктів. Серед спільнот гравців, косплеєрів, художників та авторів фанатської прози книга відіграє роль ключового джерела достовірної інформації про всесвіт Runeterra. Вона забезпечує базові дані — назви міст, етнічні й мовні особливості, релігійні системи, структури влади — які необхідні для створення автентичного фан-контенту. Наприклад, косплеєри використовують візуальні описи одягу й обладунків з книги для створення костюмів, а письменники — для уникнення сюжетних невідповідностей у фанфіках.
У настільних рольових іграх, що проводяться за мотивами League of Legends, Realms of Runeterra використовується як фактичний лорбук — довідник для майстрів і гравців. Завдяки детальному опису географії, політичної структури та персонажів, книга дозволяє побудувати ігрову кампанію з глибоким зануренням у канонічний всесвіт. Окремі ентузіасти навіть розробляють власні ігрові системи та сценарії, засновані на інформації з видання, зберігаючи загальну стилістику та логіку внутрішньої міфології.
Окрім фанатів, Realms of Runeterra використовуєтьсятакож у професійному середовищі. Художники-ілюстратори звертаються до неї як до зразка для стилізації концепт-артів у жанрі high fantasy. Сценаристи та розробники, які співпрацюють із Riot Games або над схожими проєктами, використовують книгу як орієнтир для побудови фентезійних політичних структур, міжфракційних конфліктів і характеризації персонажів. Таким чином, книга виступає не лише художнім чи колекційним об’єктом, а й практичним інструментом для креативної індустрії.

## Особливості візуального оформлення
Книга має унікальне художнє оформлення, яке вирізняється високою якістю друку, стилізацією під фентезійні манускрипти та великою кількістю ексклюзивних артів. Розділи оформлено з урахуванням стилістики відповідного регіону — кожна сторінка несе тематичне навантаження через шрифти, рамки, кольорову гаму. Такий підхід підсилює занурення в атмосферу світу, роблячи видання привабливим також як колекційний об’єкт.

## Інтеграція з іншими медіа і роль у трансмедійній екосистемі
Книга Realms of Runeterra є важливою частиною трансмедійного підходу Riot Games до побудови всесвіту Runeterra. Зміст книги доповнює сюжетні лінії, представлені в інших форматах — коміксах (Zed, Lux, Ashe: Warmother), анімаційних роликах, короткометражках, серіалі Arcane та самій грі League of Legends. Хоча книга не дублює сюжет жодного з цих медіапроєктів, вона надає контекст для кращого розуміння конфліктів, мотивацій персонажів і історичних подій, які там розгортаються.
Крім того, Realms of Runeterra закладає основу для внутрішньої узгодженості між різними медіа. Наприклад, карта світу у книзі використовується як базовий шаблон у цифровій грі Legends of Runeterra, а деталі про фракції — як джерело для створення тематичних наборів карт. У серіалі Arcane помітно використання візуального стилю та історичних фактів, викладених у книзі, зокрема при зображенні Пілтовера та Зауна. Це демонструє, що книга не є ізольованим продуктом, а виступає системоутворюючим довідником для всієї наративної екосистеми Riot Games.
Таким чином, книга служить «каркасом» для лору, який потім деталізується у художніх формах — оповіданнях, відео, ігрових івентах. Така інтеграція дає змогу зберігати цілісність вигаданого світу та створює умови для глибшого залучення фанатів у багаторівневу історію Runeterra.

## Зміст книги
Книга має обсяг 256 сторінок і поділена на 13 розділів та мітку 16+, кожен з яких охоплює окрему частину всесвіту Рунтерри або ключовий аспект, пов'язаний із її структурою. У розділах послідовно розглядаються регіони, що мають різне історичне, культурне та політичне значення у загальному наративі світу League of Legends. Кожен розділ містить інформацію про історію виникнення конкретного регіону, його соціальні та політичні особливості, визначальні культурні риси, а також згадки про відомих чемпіонів, які мають походження з цих територій або відіграють важливу роль у розвитку подій, що відбуваються у відповідній частині світу.
Обсяг окремих розділів не є однаковим і визначається залежно від обсягу наявного матеріалу, його змістовної складності, кількості пов'язаних персонажів і ролі регіону в загальній історії всесвіту гри. Крім текстової інформації, книга містить велику кількість ілюстративних матеріалів, зокрема художні зображення, карти місцевості, схеми, а також супровідні таблиці та примітки. Завдяки цьому забезпечується цілісне представлення кожного з елементів світу Рунтерри, що допомагає читачеві систематизувати інформацію й орієнтуватися у світі гри.
| Розділ              | Сторінка | Кількість сторінок |
| ------------------- | -------- | ------------------ |
| Тарґон              | 8        | 8                  |
| Іонія               | 16       | 26                 |
| Ноксус              | 42       | 24 а               |
| Хронологія Рунтерри | 66       | 2                  |
| Демасія             | 68       | 28                 |
| Фрельйорд           | 96       | 24                 |
| Пілтовер та Заун    | 120      | 38                 |
| Іксталь             | 158      | 4                  |
| Білджвотер          | 162      | 28                 |
| Острови Тіней       | 190      | 24                 |
| Шуріма              | 224      | 28                 |
| Порожнеча           | 252      | 2                  |
| Бендл-Сіті          | 254      | 2                  |

## Держави
- Упродовж історії на мапі Рунтерри виникали нові імперії та зникали старі. Частина давніх країн, що досі існують, нині перебуває в занепаді й розбраті, тоді як молоді нації активно рухають колесо історії. За розмірами, державним і політичним устроєм, а також рівнем розвитку багато країн кардинально відрізняються одна від одної, що не заважає їм так чи інакше знаходити спільні точки дотику. Окрім великих країн та імперій, також існує безліч міст-держав, а ще — низка безлюдних або некерованих територій.

- Країни: Білджвотер — Білджвотер (злочинний синдикат), Демасія — Демасія (феодальна монархія), Іонія — Іонія (конфедерація), Ішталь — Ішталь (могократія), Ноксус — Ноксус (олігархічна імперія), Таргон — Таргон (племінна теократія), Фрельйорд — Фрельйорд (племінний матріархат), Шурима — Шурима (теократична імперія).
- Міста-держави: Арбормарк, Аурма, Болхейм, Заун, Калстед, Кумангра, Мадтаун, Нокмирч, Палкліфф, Пілтовер, Стоунволл, Харелпорт, Холдрем.
- Примітки: Заун і Пілтовер — це канонічні назви, тому вони залишаються незмінними. Деякі назви (наприклад, Стоунволл) можуть мати варіанти написання (Стонуолл vs Стоунволл), але я дотримувався оригінальної транскрипції.
- Дикі землі та незалежні території: Бендл-Сіті, Бліґвотерські болота, Гробниця загублених, Долина Лорії, Забуті острови, Кріпоські пустки, Моррійський туман, Острів Теней, Пустка Асказі, Руїни Халкайна.
- Небезпечні зони: Безодня, Криваві торфовища, Пекельний яр, Проклятий ліс, Чорнокам'яні гори.
- Примітки: Бендл-Сіті залишається без змін, оскільки це власна назва. Деякі локації (на кшталт Моррійський туман) мають кельтські/міфічні корені — я намагався зберегти атмосферу.

## Країни та мови видання
1. США — англомовне видання, опубліковане 5 листопада 2019 року видавництвом Voracious (Little, Brown & Company).[49]
2. Німеччина — німецькомовне видання під назвою Die Reiche von Runeterra, випущене 4 травня 2020 року видавництвом Knaur.
3. Іспанія — іспанськомовне видання Los Reinos de Runeterra, опубліковане 10 жовтня 2020 року видавництвом Montena.
4. Мексика — іспанськомовне видання Reinos de Runeterra, випущене 1 лютого 2021 року видавництвом Penguin.
5. Бразилія — португальськомовне видання Reinos de Runeterra, опубліковане 10 березня 2020 року видавництвом Galera.
6. Італія — італійськомовне видання Reami di Runeterra, видане видавництвом Mondadori.
7. Франція — англомовне видання, доступне через онлайн-магазини, такі як Libristo.
8. Румунія — англомовне видання, доступне в книжкових магазинах, таких як Cărturești та Libristo.
9. Польща — англомовне видання, доступне через Amazon.
10. Фінляндія — англомовне видання, доступне через Suomalainen.com.[49]

## Пов'язані книги
1. «The Art and Making of Arcane.»[50]
2. Ambessa: Chosen of the Wolf: Arcane: A League of Legends.[51]
3. «Ruination: League of Legends».[52]
4. Вартові світла.
5. «League of Legends. Люкс».
6. Комікс League of Legends. Лига легенд. Эш.[53][54]
7. League of Legends. Зед (Ліга Легенд).[55]
8. Garen: First Shield[56]